# Elezioni regionali in Trentino-Alto Adige del 1988
Le elezioni regionali in Trentino-Alto Adige del 1988 per il rinnovo del Consiglio regionale si tennero il 20 novembre. L'affluenza fu del 90,94%.
Alla maggioranza DC-SVP si aggregò il PSI.

## Risultati
| Liste                                         | Voti                | %                   | Seggi               |
| Riepilogo regionale                           | Riepilogo regionale | Riepilogo regionale | Riepilogo regionale |
| --------------------------------------------- | ------------------- | ------------------- | ------------------- |
| Südtiroler Volkspartei                        | 184.717             | 30,44               | 22                  |
| Democrazia Cristiana                          | 164.034             | 27,04               | 20                  |
| Partito Socialista Italiano                   | 50.266              | 8,28                | 5                   |
| Movimento Sociale Italiano - Destra Nazionale | 39.328              | 6,48                | 5                   |
| Partito Comunista Italiano                    | 34.486              | 5,68                | 4                   |
| Partito Autonomista Trentino Tirolese         | 29.624              | 4,88                | 3                   |
| Lista Verde                                   | 22.358              | 3,68                | 3                   |
| Lista Verde Alternativa                       | 20.549              | 3,39                | 2                   |
| Partito Repubblicano Italiano                 | 15.344              | 2,53                | 1                   |
| Democrazia Proletaria                         | 7.935               | 1,31                | 1                   |
| Südtiroler Heimatbund                         | 7.003               | 1,15                | 1                   |
| Partito Pensionati                            | 6.775               | 1,12                | -                   |
| Partito Socialista Democratico Italiano       | 6.014               | 0,99                | 1                   |
| Partito Liberale Italiano                     | 5.556               | 0,92                | 1                   |
| Freiheitliche Partei Südtirols                | 4.133               | 0,68                | 1                   |
| Lista per l'Alto Adige - Movimento Unitario   | 3.330               | 0,55                | -                   |
| Socialdemocrazia Trentina                     | 2.373               | 0,39                | -                   |
| Partito Popolare Pensionati                   | 1.725               | 0,28                | -                   |
| Insieme per il Buon Governo dell'Autonomia    | 1.181               | 0,19                | -                   |
| Totale                                        | 606.731             |                     | 70                  |
| Provincia autonoma di Trento                  |                     |                     |                     |
| Democrazia Cristiana                          | 136.286             | 45,30               | 17                  |
| Partito Socialista Italiano                   | 37.934              | 12,61               | 4                   |
| Partito Autonomista Trentino Tirolese         | 29.624              | 9,85                | 3                   |
| Partito Comunista Italiano                    | 25.272              | 8,40                | 3                   |
| Lista Verde                                   | 22.358              | 7,43                | 3                   |
| Partito Repubblicano Italiano                 | 12.055              | 4,01                | 1                   |
| Democrazia Proletaria                         | 7.935               | 2,64                | 1                   |
| Movimento Sociale Italiano - Destra Nazionale | 7.837               | 2,61                | 1                   |
| Partito Socialista Democratico Italiano       | 6.014               | 2,00                | 1                   |
| Partito Liberale Italiano                     | 5.556               | 1,85                | 1                   |
| Partito Pensionati                            | 5.349               | 1,78                | -                   |
| Socialdemocrazia Trentina                     | 2.373               | 0,79                | -                   |
| Insieme per il Buon Governo dell'Autonomia    | 1.181               | 0,39                | -                   |
| Partito Popolare Pensionati                   | 1.051               | 0,35                | -                   |
| Totale                                        | 300.825             |                     | 35                  |
| Provincia autonoma di Bolzano                 |                     |                     |                     |
| Südtiroler Volkspartei                        | 184.717             | 60,38               | 22                  |
| Movimento Sociale Italiano - Destra Nazionale | 31.491              | 10,29               | 4                   |
| Democrazia Cristiana                          | 27.748              | 9,07                | 3                   |
| Lista Verde Alternativa                       | 20.549              | 6,72                | 2                   |
| Partito Socialista Italiano                   | 12.332              | 4,03                | 1                   |
| Partito Comunista Italiano                    | 9.214               | 3,01                | 1                   |
| Südtiroler Heimatbund                         | 7.003               | 2,29                | 1                   |
| Freiheitliche Partei Südtirols                | 4.133               | 1,35                | 1                   |
| Lista per l'Alto Adige - Movimento Unitario   | 3.330               | 1,09                | -                   |
| Partito Repubblicano Italiano                 | 3.289               | 1,08                | -                   |
| Partito Pensionati                            | 1.426               | 0,47                | -                   |
| Partito Popolare Pensionati                   | 674                 | 0,22                | -                   |
| Totale                                        | 305.906             |                     | 35                  |

| Riepilogo dei seggi | Riepilogo dei seggi | Riepilogo dei seggi | Riepilogo dei seggi | Riepilogo dei seggi | Riepilogo dei seggi | Riepilogo dei seggi |
| ------------------- | ------------------- | ------------------- | ------------------- | ------------------- | ------------------- | ------------------- |
|                     |                     |                     |                     |                     |                     |                     |
| DP                  | 1                   | ━                   |                     | PCI                 | 4                   | ▼ 2                 |
| Alternativa         | 2                   | ━                   |                     | LV                  | 3                   | ▲ 2                 |
| PSI                 | 5                   | ▲ 1                 |                     | PSDI                | 1                   | ━                   |
| PRI                 | 1                   | ▼ 2                 |                     | PATT                | 3                   | ▼ 2                 |
| SVP                 | 22                  | ━                   |                     | DC                  | 20                  | ▲ 1                 |
| FPS                 | 1                   | ━                   |                     | SHB                 | 1                   | ━                   |
| PLI                 | 1                   | ━                   |                     | MSI-DN              | 5                   | ▲ 2                 |